# 1577 Reiss
1577 Reiss è un asteroide della fascia principale. Scoperto nel 1949, presenta un'orbita caratterizzata da un semiasse maggiore pari a 2,2313137 UA e da un'eccentricità di 0,1659048, inclinata di 4,35477° rispetto all'eclittica.
L'asteroide è dedicato all'astronomo francese Guy Reiss.